# Per Asplin
Per Wilhelm Asplin (født 10. august 1928 i Tønsberg, død 9. oktober 1996 i Oslo) var en norsk skuespiller, revykunstner og sanger. Han pladedebuterede som soloartist med 78-pladen "Min gutt"/"Lathans" på HMV i 1952. Senere samme år indspillede Asplin "Abu-cabu-co"/"Swing it, Metronom" samt "Holme-Holmestrand"/"Ditt og datt og dott" for Columbia. Asplin debuterede på scenen i 1954 på Chat Noir (i revyen Kjør Storgata), og blev den første til at spille Tony i West Side Story i Norge på Det Norske Teateret i 1965. I 1963 deltog han i den norske og i 1970 i den danske opsætning af musicalen Fantasticks.
Per Asplin spillede sammen med Charlotte Ernst i Et døgn uden løgn. En af hans mest berømte sange er "Vi Må Finne Skjægget", som spilles i Norge ved hver juletid.
Per blev i øvrigt også kaldt for Nordens svar på Danny Kaye, på grund af sin gestik og sangstemme.

## Filmografi
- Dirch og blåjakkerne (1964)